# Eita (Insel)
Eita ist ein Motu und ein gleichnamiger Ort im Süden des Tarawa-Atolls in den zum Inselstaat Kiribati gehörenden Gilbertinseln im Pazifischen Ozean. 2020 hatte der Ort Eita 3858 Einwohner.

## Geographie
Eita befindet sich im Süden (Tarawa Te Inainano) des Atolls von Tarawa zwischen Bikenibeu (O) und Ambo (W). Der Ort Eita liegt an der Südspitze des kleinen Motu (⊙). Im Ort gibt es eine Kirche der Kiribati Uniting Church (KUC EATIA) und die Moroni Highschool. Weitere Siedlungen auf der Insel sind (von Ost nach West): Abarao (Bangantebure), Tangintebu und Taborio.

## Klima
Das Klima ist tropisch heiß, wird jedoch von ständig wehenden Winden gemäßigt. Ebenso wie die anderen Inseln des Tarawa-Atolls wird Eita gelegentlich von Zyklonen heimgesucht.